# Leszek Naziemiec

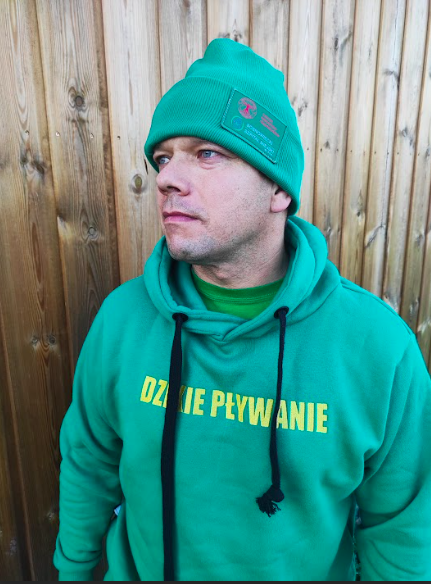
Leszek Naziemiec

Leszek Naziemiec (ur. 11 września 1974 we Wrocławiu) – pionier zimowego (lodowego), dzikiego i przygodowego pływania w Polsce. Fizjoterapeuta i psycholog, autor książek.
Jego pływacką inspiracją jest František Venclovský.

## Obszary zainteresowań
Rozwój sensomotoryczny niemowląt i małych dzieci, ciało w psychoterapii, popularyzacja pływania, odbudowa więzi człowieka z naturą, ochrona przyrody.

## Ważniejsze przeprawy pływackie
- 2017: jako pierwszy człowiek na świecie przepłynął Lodową Milę niedaleko wyspy Spitsbergen w Arktyce[8][9].
- 2018: udział w pierwszym w historii wyścigu na 1 km u wybrzeży Antarktydy w wodzie o temperaturze -1,2 stopni Celsjusza[1][10].
- 2018: przepłynął z wyspy Robben do Kapsztadu, klasyczny przepływ dla Południowej Afryki. Siedem i pół kilometra trasy po oceanie w 2 godziny 33 minuty[11][12].
- 2018: przepłynął etapami całą rzekę Wisłę[2][13][14].
- 2020: w styczniu przepłynął jezioro Titicaca, położone 3812 m n.p.m. z wyspy Taquile na stały ląd[15][16].
- 2021: przepłynął Zatokę Gdańską w monopłetwie, jako pierwsza osoba w historii[17].
- 2022: przepłynął Wybrzeże Rio de Janeiro[18].
- 2023: jako pierwszy człowiek przepłynął 250 km rzeką Jukon, na Alasce[19][20][21].

## Inicjatywy pływackie
- 2015: współtworzenie, wraz z Łukaszem Tkaczem i Markiem Grzywą, pierwszego klubu zimowego pływania w Polsce – Silesia Winter Swimming[22] i organizacja zawodów pływackich[23][22]. Funkcja wiceprezesa[24][22].
- 2016–2022: Prezes IISA Polska (International Ice Swimming Association)[24].
- 2019: uczestnictwo w komitecie organizacyjnym Mistrzostw Świata w Lodowym Pływaniu w Murmańsku[24].
- 2022: MŚ w Lodowym Pływaniu, Głogów[25][26].

## Twórca akcji popularyzujących pływanie
- Slow swimming w Polsce[22].
- Retroswimming (projekt autorski)[27].
- Pływacki Patrol (projekt autorski)[28][29].

## Autor książek
- Dzikie Pływanie, Pascal, 2021[4].
- Dzikie dziecko, Sensus, 2023[5].
- Ujście, Pracownia Magdy Stróżek, Wolin 2024.
- Życie na brzegu, e-book wydany z Anną Woźniczką i Tomaszem Woźniczką, Kołczewo 2025.

## Media
- redaktor miesięcznika „Dzikie życie”[30][31].
- redaktor w czasopiśmie internetowym „Wodne sprawy”[32].